# Renusaari
Renusaari är en ö i Finland. Den ligger i sjön Isojärvi och i kommunen Kuhmois i landskapet Mellersta Finland, i den södra delen av landet, 170 km norr om huvudstaden Helsingfors. Öns area är 4,8 hektar och dess största längd är 460 meter i sydöst-nordvästlig riktning.